# Claude Fuess
Claude Moore Fuess (12 de janeiro de 1885 - 11 de setembro de 1963) foi um autor americano, historiador, educador e o 10º diretor  da Phillips Academy Andover de 1933 a 1948.
Depois de frequentar o Amherst College e obter um PhD na Columbia University, Fuess ensinou inglês na Phillips Academy de 1908 a 1933.  Como diretor, ele guiou a escola em uma nova era enquanto enfrentava a Grande Depressão e a Segunda Guerra Mundial .  Simultaneamente com seu ensino e posição, Fuess liderou uma carreira de escritor por várias décadas. Ele é creditado como autor ou editor de mais de 30 livros e artigos, incluindo biografias de Caleb Cushing, Calvin Coolidge, Rufus Choate, Daniel Webster e Carl Schurz .  